# Ministerstvo pošt a telegrafů
Ministerstvo pošt a telegrafů (zkratka MPT) byl správní orgán první Československé republiky odpovídající za poštovnictví, telegrafii, telefonii a od 20. let i rozhlasové vysílání včetně budování telekomunikační infrastruktury či udělování koncesí pro provoz telekomunikačních zařízení. Samostatný resort vznikl 13. listopadu 1918 vyčleněním agendy pošt, telegrafů a telefonů z gesce ministerstva obchodu, průmyslu a živností. Prvním ministrem pošt a telegrafů byl jmenován Jiří Stříbrný, úřad sídlil ve smíchovském klášteře Sacré Coeur. Zaniklo v listopadu 1938 spolu s ministerstvem železnic, jejich působnost přešla na nové ministerstvo dopravy.

## Působnost ministerstva

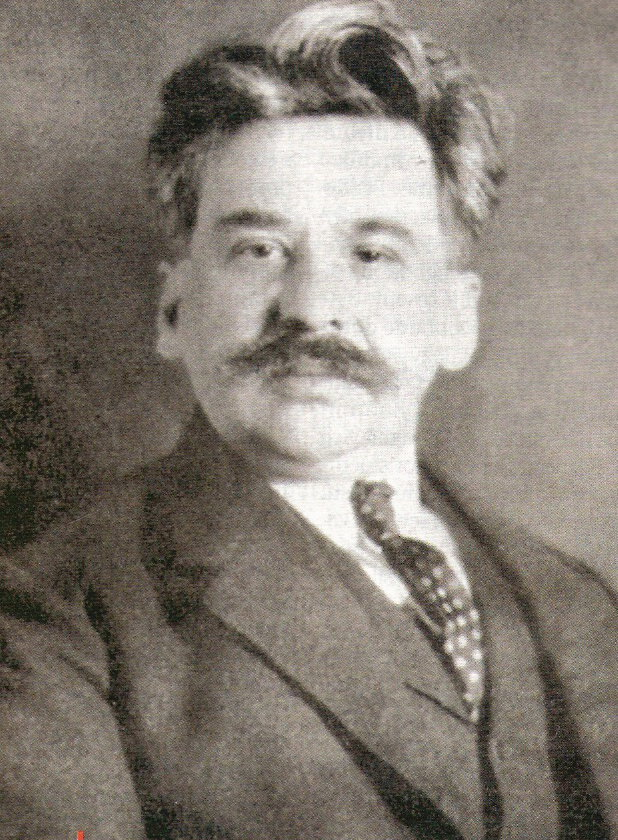
Jiří Stříbrný, první ministr pošt a telegrafů. Kompletní přehled obsahuje článek Seznam ministrů pošt Československa.

Vedle samotného výkonu státní správy bylo ministerstvo rovněž významným prvorepublikovým investorem, což bylo dáno technologickým rozvojem a potřebou rozšiřování infrastruktury po celém Československu včetně Podkarpatské Rusi. MPT odpovídalo za budování, údržbu a modernizaci telegrafní sítě, telefonního vedení a ústředen, poštovních úřadů či rozhlasových vysílačů. Zároveň plnilo roli podnikatele, a to jednak prostřednictvím Československé pošty, která byla od ledna 1925 organizačně vyčleněna jako státní podnik, dále pak vstupy do soukromých společností, například rozhlasového vysílatele Radiojournal v témže roce. Ministerstvo zřídilo rovněž poštovní archiv, již od roku 1918 pak Poštovní muzeum a Poštovní spořitelnu.

### Výzkum a vývoj
Jeho technická a výzkumná oddělení, která se v průběhu několika reorganizací úřadu stále rozšiřovala, se rovněž významně podílela na technologickém pokroku. Například v letech 1936–1938 vysílal Technický ústav MPT z budovy mezinárodní telefonní ústředny na Žižkově zkušební televizní signál. Ve svých laboratořích dále testovalo nové elektrotechnické součástky (kondenzátory, telefonní, vložky, suché články), věnovalo se modernizaci a automatizaci telefonní sítě nebo odhalování padělků poštovních cenin.

## Zánik
Ministerstvo fungovalo 20 let, po mnichovské dohodě a vzniku druhé republiky bylo k 1. prosinci 1938 zrušeno. Jeho působnost, stejně jako agenda ministerstva železnic, přešla na nově zřízené ministerstvo dopravy. Oba rušené úřady vedl jako poslední ministr Vladimír Kajdoš, generál Československé armády. Ještě před zrušením ministerstva, k 13. říjnu 1938, byla MPT odebrána veškerá působnost na Slovensku. Tu převzal ministr pošt a železnic nově autonomní Slovenské země Ján Lichner.
Po skončení druhé světové války bylo v letech 1945–1952 na čas obnoveno jako Ministerstvo pošt, v letech 1952–1960 Ministerstvo spojů. V následujících desetiletích až do roku 1992 byla agenda spojů střídavě samostatná a sloučená s ministerstvem dopravy. V novodobé České republice agenda někdejšího Ministerstva pošt a telegrafů zhruba odpovídá částem působnosti Ministerstva průmyslu a obchodu, Českého telekomunikačního úřadu a Rady pro rozhlasové a televizní vysílání.

## Významné investice

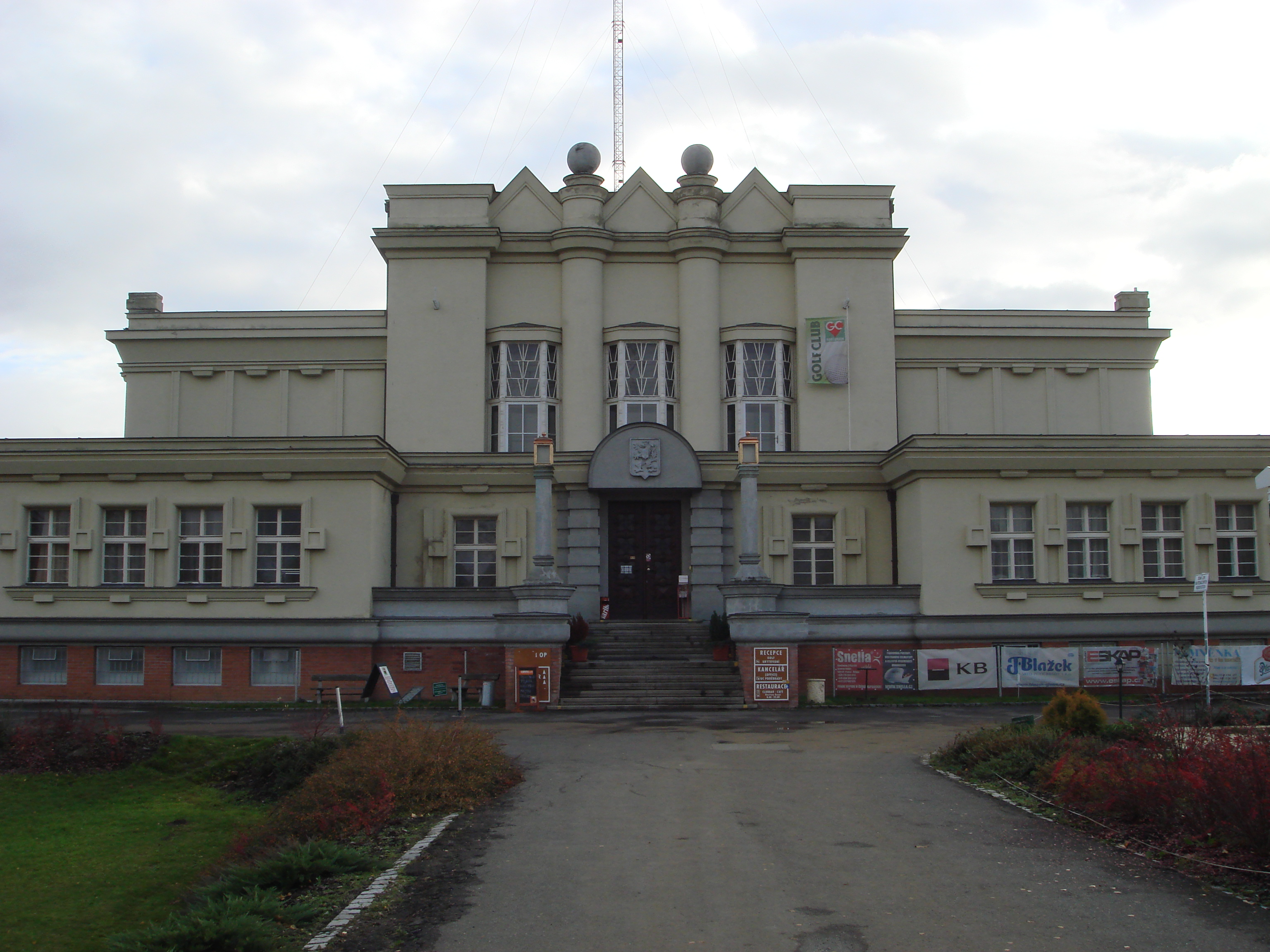
Vysílací stanice v Poděbradech (1923)
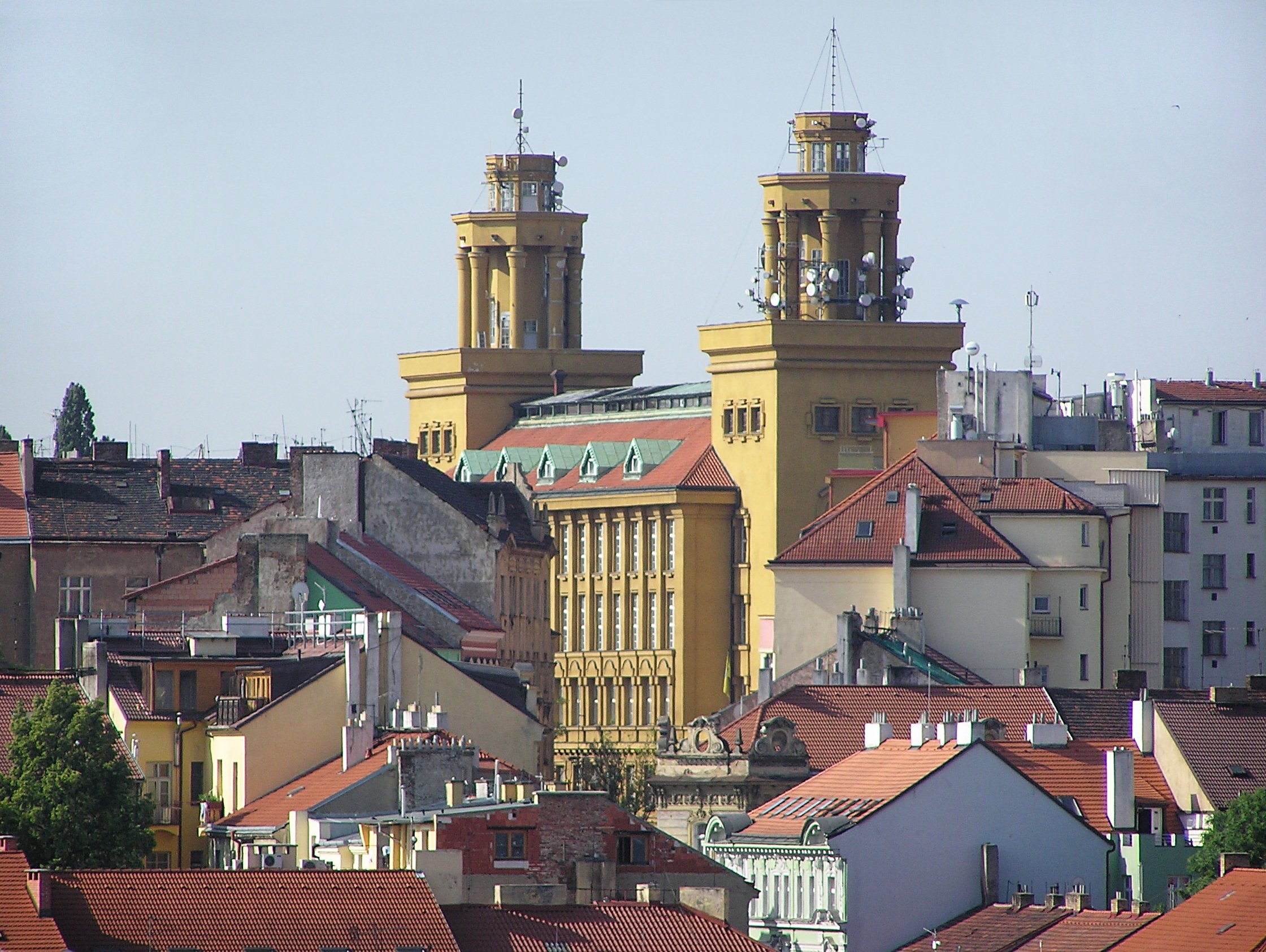
Meziměstská a mezinárodní telefonní ústředna (1926)
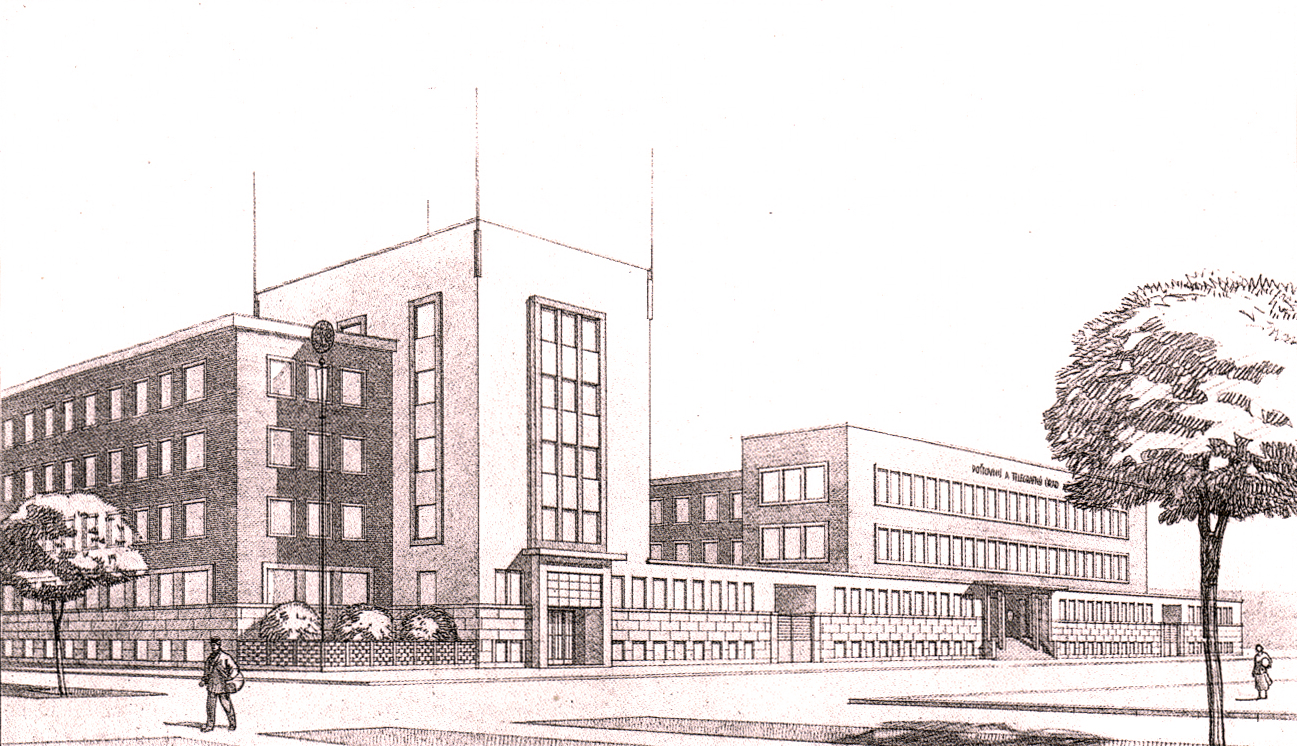
Poštovní a telegrafní úřad v Košicích (1930)
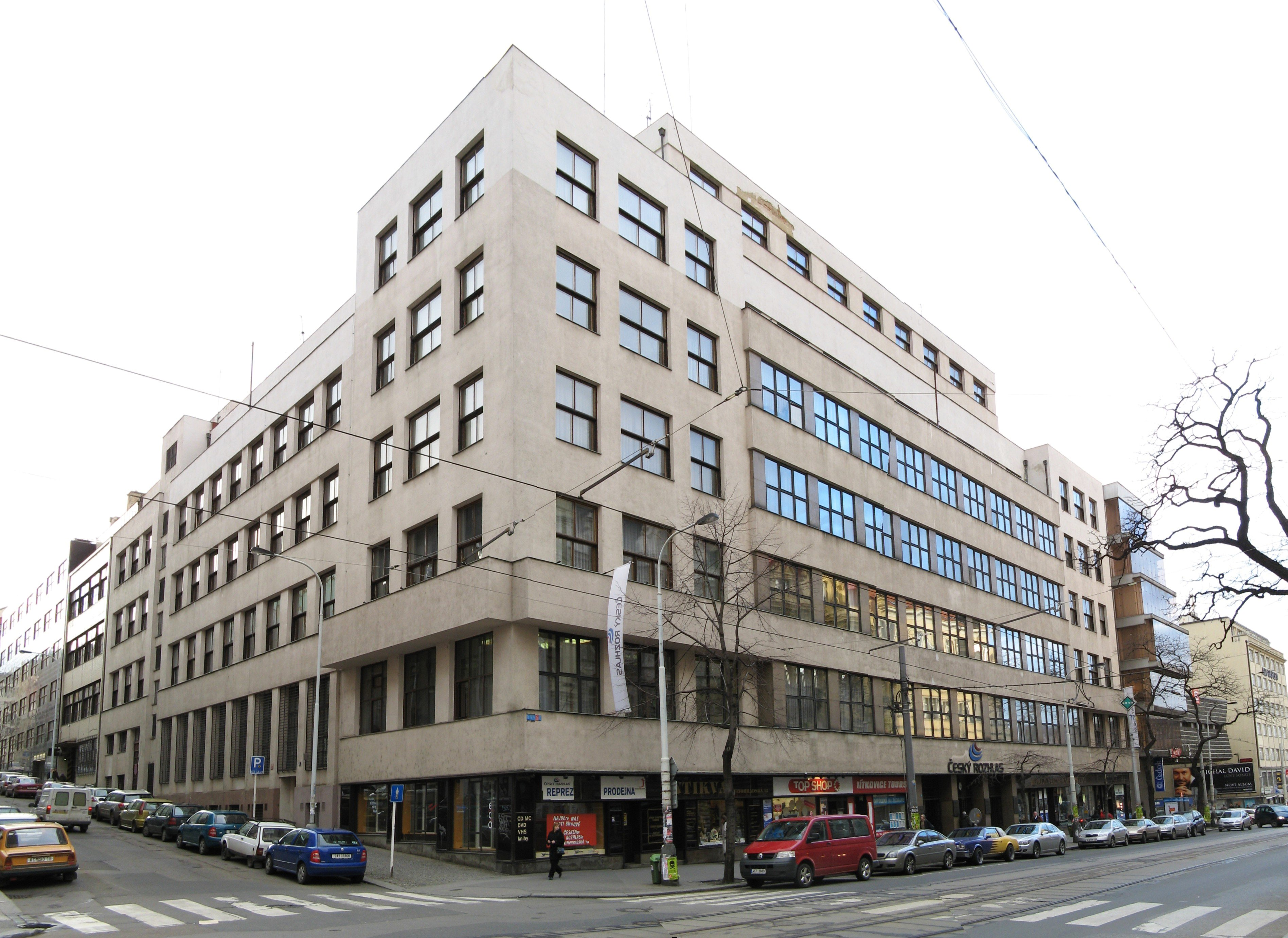
sídlo Českého rozhlasu, původně i ředitelství pošt a telegrafů (1931)